# Edith García Rosales
Edith García Rosales (17 de octubre de 1992; Tlaltetela, Veracruz) es una activista y política mexicana afiliada al Movimiento Regeneración Nacional. Ha sido regidora del ayuntamiento del municipio de Tlaltetela y desde el 1 de septiembre de 2018 es diputada federal por representación proporcional plurinominal por la tercera circunscripción.